# 1412 en santé et médecine
| Années de la santé et de la médecine : 1409 - 1410 - 1411 - 1412 - 1413 - 1414 - 1415    |
| Décennies de la santé et de la médecine : 1380 - 1390 - 1400 - 1410 - 1420 - 1430 - 1440 |

Cet article présente les faits marquants de l'année 1412 en santé et médecine.

## Événements
- Fondation de l'hôpital Sainte-Marguerite de Rennes en Bretagne par Guillaume de la Motte[1].
- Fondation d'une maison-Dieu à Newcastle, dans le Northumberland, par Roger Thornton, maire de la ville[2].
- Fondation d'un hôpital à Kitzbühel dans le Tyrol par Étienne III, duc de Bavière[3].

## Personnalité
- 1401-1412 : fl. Albert de Lestega, médecin de Guillaume de Wittelsbach, futur comte de Hainaut ; en 1401, il assiste Marguerite de Bourgogne, sa femme, pour la naissance de leur fille Jacqueline, au château du Quesnoy[4].

## Naissance
- Heinrich Steinhöwel (de) (mort entre 1478 et 1482), professeur de médecine et humaniste souabe, médecin d'Eberhard V, comte de Wurtemberg, traducteur en allemand de traités médicaux et d’œuvres de fiction[5].

## Décès
- John Bradmore (né à une date inconnue), chirurgien de Henri IV, roi d'Angleterre, auteur de la  Philomena, un des premiers traités de chirurgie, mais surtout connu pour avoir opéré avec succès une grave blessure de flèche infligée au prince de Galles, futur Henri V, à la bataille de Shrewsbury en 1403[6].
- Loiwy d'Escoce (né à une date inconnue), médecin au service depuis 1398 de la république de Metz, ville libre du Saint-Empire[7].
- Jérôme de Santa Fe (né à une date inconnue), théologien et médecin espagnol, juif converti, secrétaire du pape Benoît XIII[8].
- 1411-1412 : Niccolò Falcucci (Nicolas de Florence) (né à une date inconnue), professeur de médecine, auteur d'un volumineux traité médical intitulé Sermonum liber scientiae medicinae[9],[10].